# Frederic Forrest
Fenimore Frederic Forrest, Jr. (Waxahachie, 23 dicembre 1936 – Santa Monica, 23 giugno 2023) è stato un attore statunitense, candidato all'Oscar al miglior attore non protagonista per il film The Rose (1979).

## Biografia
Forrest è nato a Waxahachie, Texas, da Virginia Allie (nata McSpadden) e Frederic Forrest Fenimore, il proprietario di un negozio di mobili. Forrest, che ha collaborato in ben quattro occasioni con Francis Ford Coppola, è principalmente conosciuto per il ruolo di Chef in Apocalypse Now (1979) e per aver interpretato lo scrittore Dashiell Hammett due volte: nel film Hammett - Indagine a Chinatown (1982) e in Citizen Cohn (1992). Ha avuto un ruolo importante anche nella miniserie televisiva Colomba solitaria (1989). Nel 1993 ha interpretato il ruolo di Nick, negoziante neonazista, omofobo e maschilista nel film Un giorno di ordinaria follia di Joel Schumacher.
Candidato all'Oscar al miglior attore non protagonista per il suo ruolo in The Rose (1979), fra gli altri suoi ruoli di rilievo quelli in La conversazione (1974), Missouri (1976), Un sogno lungo un giorno (1983), Il grande inganno (1990) e Trauma (1993) di Dario Argento. In televisione, ha interpretato il ruolo di Petronio Arbitro nella fiction TV Quo vadis? (1985) e poi il ruolo del capitano Richard Jenko nella prima stagione della serie televisiva della Fox I quattro della scuola di polizia (1987). Forrest è stato successivamente sostituito dall'attore Steven Williams per il resto della serie.

## Vita privata
È stato sposato con Nancy Ann Whittaker dal 1960 al 1963, e con l'attrice Marilu Henner dal 1980 al 1983.

## Filmografia parziale

### Cinema
- Quando le leggende muoiono (When the Legends Die), regia di Stuart Millar (1972)
- Il boss è morto (The Don Is Dead), regia di Richard Fleischer (1973)
- La conversazione (The Conversation), regia di Francis Ford Coppola (1974)
- C.I.A. Criminal International Agency sezione sterminio (Permission to Kill), regia di Cyril Frankel (1975)
- Missouri (The Missouri Breaks), regia di Arthur Penn (1976)
- It Lives Again, regia di Larry Cohen (1978)
- Apocalypse Now, regia di Francis Ford Coppola (1979)
- The Rose, regia di Mark Rydell (1979)
- Un sogno lungo un giorno (One from the Heart), regia di Francis Ford Coppola (1982)
- Hammett - Indagine a Chinatown (Hammett), regia di Wim Wenders (1982)
- La ragazza di San Diego (Valley Girl), regia di Martha Coolidge (1983)
- Tucker - Un uomo e il suo sogno (Tucker, the Man and His Dream), regia di Francis Ford Coppola (1988)
- Oltre ogni rischio (Cat Chaser), regia di Abel Ferrara (1989)
- Music Box - Prova d'accusa (Music Box), regia di Costa-Gavras (1989)
- Il grande inganno (The Two Jakes), regia di Jack Nicholson (1990)
- Un giorno di ordinaria follia (Falling Down), regia di Joel Schumacher (1993)
- Trauma, regia di Dario Argento (1993)
- Lassie, regia di Daniel Petrie (1994)
- Una bionda sotto scorta (Chasers), regia di Dennis Hopper (1994)
- Il coraggioso (The Brave), regia di Johnny Depp (1997)
- Point Blank - Appuntamento con la morte (Point Blank), regia di Matt Earl Beesley (1998)
- La notte dei sensi (The First 9½ Weeks), regia di Alex Wright (1998)
- Colpevole d'innocenza (Double Jeopardy), regia di Bruce Beresford (1999)
- Crimini invisibili (The End of Violence), regia di Wim Wenders (1994)
- Militia, regia di Jim Wynorski (2000)
- Apocalypse Now Redux, regia di Francis Ford Coppola (2001)
- Tutti gli uomini del re (All the King's Men), regia di Steven Zaillian (2006)

### Televisione
- Chi amerà i miei bambini? (Who Will Love My Children?), regia di John Erman – film TV (1983)
- Quo vadis?, regia di Franco Rossi – miniserie TV (1985)
- Onora il padre (Right to Kill?), regia di John Erman – film TV (1985)
- I quattro della scuola di polizia (21 Jump Street) – serie TV, 5 episodi (1987)
- Colomba solitaria (Lonesome Dove), regia di Simon Wincer – miniserie TV (1989)
- Viaggio all'inferno (Hearts of Darkness: A Filmmaker's Apocalypse), regia di Fax Bahr, George Hickenlooper ed Eleanor Coppola – film TV (1991)
- Citizen Cohn, regia di Frank Pierson – film TV (1992)
- The Prison (Against the Wall), regia di John Frankenheimer – film TV (1994)
- Path to War - L'altro Vietnam (Path to War), regia di John Frankenheimer – film TV (2002)

## Doppiatori italiani
Nelle versioni in italiano delle opere in cui ha recitato, Frederic Forrest è stato doppiato da:
- Eugenio Marinelli in Un giorno di ordinaria follia, Apocalypse Now Redux
- Romano Malaspina in Onora il padre, The Prison
- Renato Izzo in La conversazione
- Manlio De Angelis in Missouri
- Romano Ghini in Apocalypse Now
- Sergio Di Giulio in The Rose
- Ferruccio Amendola in Un sogno lungo un giorno
- Pietro Biondi in Hammett - Indagine a Chinatown
- Pino Locchi in Quo vadis?
- Paolo Poiret in Tucker - Un uomo e il suo sogno
- Cesare Barbetti in Oltre ogni rischio
- Dario Penne in Music Box - Prova d'accusa
- Carlo Sabatini in Il grande inganno
- Raffaele Uzzi in Viaggio all'inferno
- Giorgio Lopez ne Il coraggio di uccidere
- Sergio Graziani in Trauma
- Gianni Musy ne Il coraggioso
- Pino Ammendola in Alone

## Riconoscimenti
- Premi Oscar 1980 - Candidatura all'Oscar al miglior attore non protagonista per The Rose